# Apache Indian

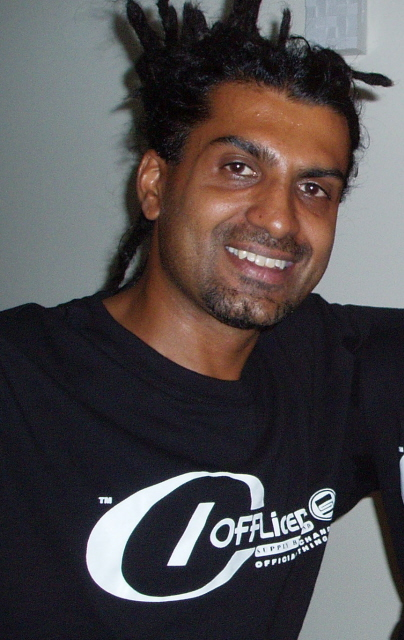
Steven Kapur (eind 2005)

Apache Indian is de artiestennaam van reggae-diskjockey Steven Kapur (Birmingham, 11 mei 1967). Hij behaalde in 1993 de elfde plaats van de Nederlandse Top 40 met de ep Nuff Vibes. De zinsnede 'boom shack-a-lak' daaruit dook nog tot en met jaren later op in reclamespots en films (zoals Dumb and Dumber).
Kapur heeft Indiaas bloed. Hij spreekt zowel Engels als Punjabi. Hij zingt doorgaans in het patois-Jamaicaans. Samen met zijn neven Simon en Diamond Duggal (het voormalige Simon & Diamond) ontwikkelde hij de muziekstijl bhangramuffin, een combinatie van bhangra en raggamuffin.
Als Apache Indian werkte Kapur onder meer samen met Maxi Priest, Tim Dog, Boy George, Boyz II Men, Blackstreet, UB40, Sean Paul, Shaggy en Natacha Atlas.

## Albums
- No Reservations (1993)
- Make Way for the Indian (1995)
- Real People / Wild East (1998)
- Karma (2000)
- Time for Change (2005)
- Sadhu - The Movement (2007)

## Trivia
- Kapur speelde in 1996 een rolletje in de Tamil gesproken film Love Birds en een hoofdrol in Love Story '98.

- Gemeinsame Normdatei: 134809599
- International Standard Name Identifier: 0000 0000 5550 6317
- Library of Congress Control Number: no2007045224
- MusicBrainz: ec03ebc9-33c5-46a0-a071-228cd3dc4498
- Nationale Bibliotheek van Israël: 987007413775805171
- Virtual International Authority File: 19304232